# Torsten Lindström
Josef Torsten Lindström, född 6 september 1974 i Hallstahammar, är en svensk politiker (kristdemokrat). Han var ordinarie riksdagsledamot 2002–2006, invald för Västmanlands läns valkrets.
I riksdagen var han suppleant i socialförsäkringsutskottet och utbildningsutskottet. Han var även ledamot i Riksrevisionens styrelse 2008–2010.